# Звездата на Лаура
„Звездата на Лаура“ (на немски: Lauras Stern) е германски анимационен филм от 2004 г., продуциран и режисиран от Тило Роткирч, адаптация на едноименната детска книга на Клаус Баумгарт.